# Carl von Bergen (Maler, 1794)

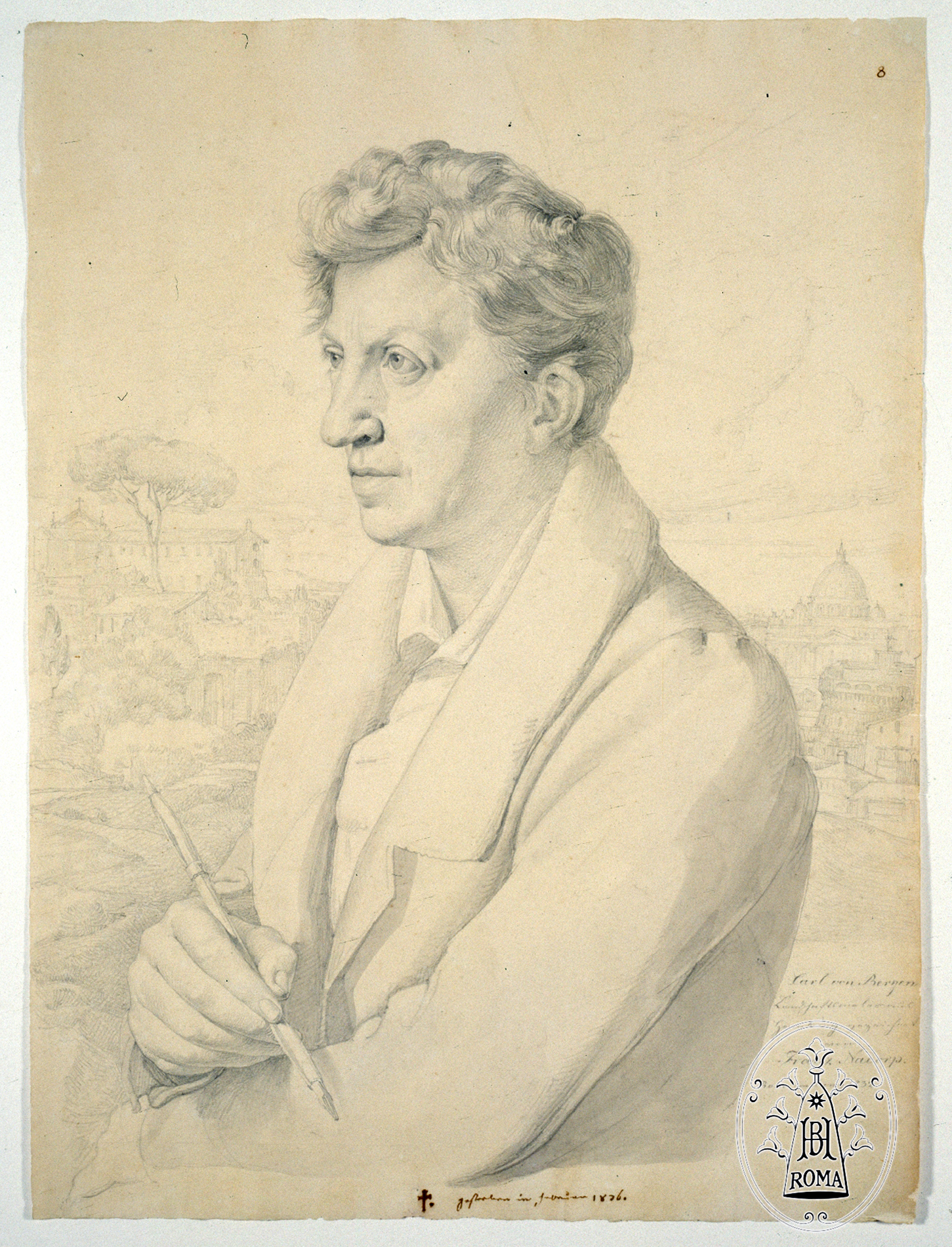
Carl von Bergen, 1832 gezeichnet von Franz Nadorp, Bibliotheca Hertziana

Carl (Karl) von Bergen (* 10. Februar 1794 in Hamburg; † 10. November 1835) war ein deutscher Maler in Rom.

## Leben

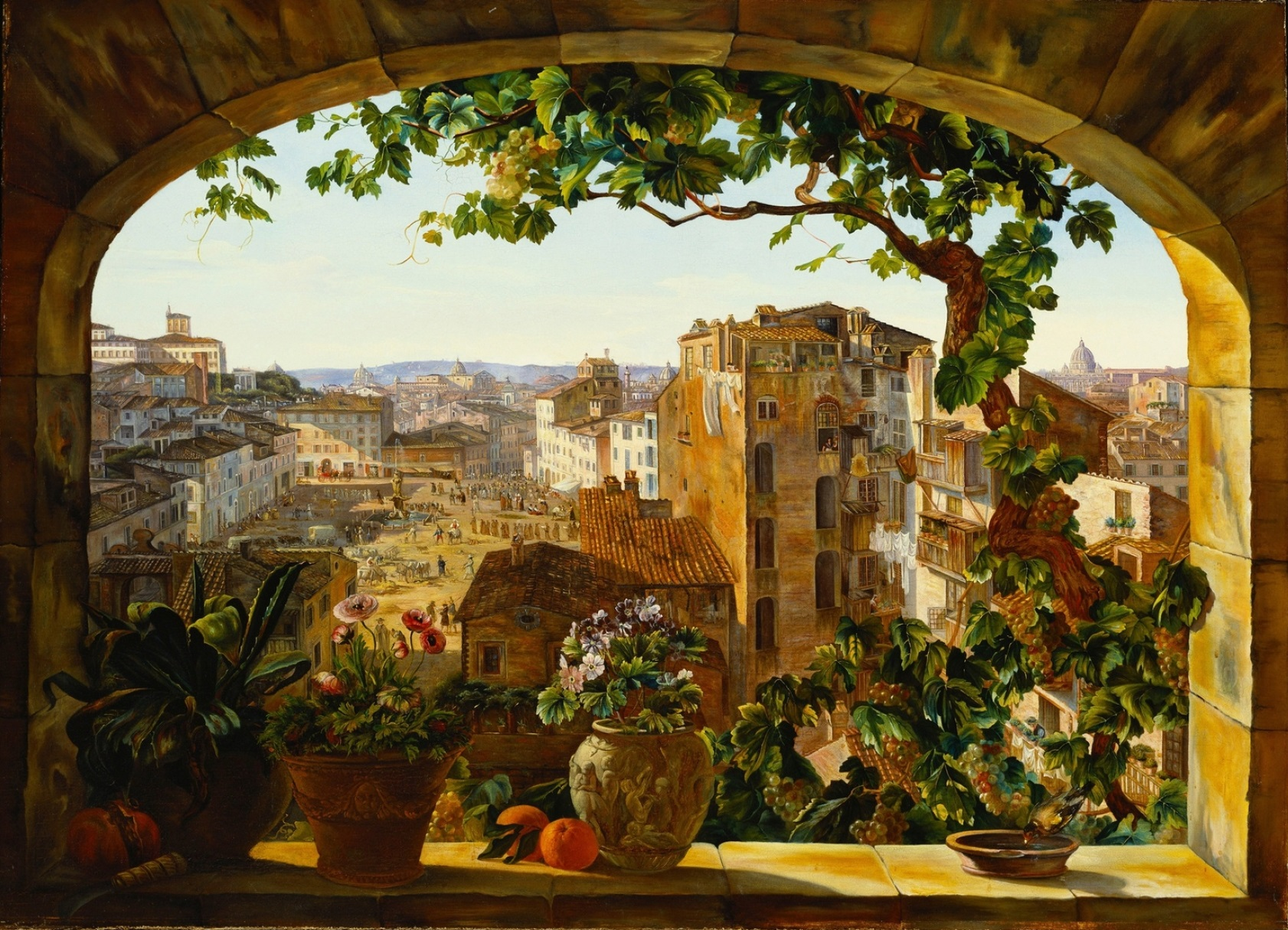
Piazza Barberini, 1830

Carl von Bergen war ab 1818 in Rom tätig. Dort porträtierte ihn 1819 Wilhelm Titel. Er freundete er sich mit Franz Nadorp und Nathanael Wilhelm Rothländer an, mit denen er seit 1829 in der Via delle Quattro Fontane 88 zusammen wohnte. In Rom engagierte er sich in der Ponte-Molle-Gesellschaft, zu deren Mitbegründern er zählt. Auch gehörte er zu den Stiftern der „Biblibiothek der Deutschen“.
Carl von Bergen malte römische Stadtansichten, Interieurs und Stillleben. Er starb im Alter von 41 Jahren auf seiner Rückreise aus Italien.